# ワレン・ザイール＝エムリ
- ワレン・ザイール＝エメリ

ワレン・ザイール＝エムリ（フランス語: Warren Zaïre-Emery, 2006年3月8日 - ）は、フランスのプロサッカー選手。フランス代表。パリ・サンジェルマンFC所属。ポジションはミッドフィールダー。

## 経歴

### 幼少期
レッドスターでプレイした元サッカー選手の父親のもと、モントルイユに生まれた。
4歳のときにオーベルヴィリエの下部組織でサッカーを始め、公式なライセンスを得られるまで1年待つこととなった。

### クラブ
オーベルヴィリエですでに傑出した存在であったザイール＝エムリはパリ・サンジェルマンに見出され、14歳で契約しパリへと移った。PSGの練習場では以前のような絶対的な存在ではないが、コーチ陣を感心させるプレイを見せることは珍しくなかった。2021-22シーズンには、弱冠15歳でU-19チームの最年少選手となった。
UEFAユースリーグ 2021-2022のグループステージ最終戦、ホームでクラブ・ブルッヘに0-2とリードされて後半を迎えたが、ゴールとアシストの活躍で3-2での逆転勝利に貢献し、チームはラウンド16へと駒を進めた。
まだ16歳の誕生日を迎えていなかったが、マウリシオ・ポチェッティーノ監督からトップチームのメンバーに召集された。まだクラブとプロ契約を交わしていなかったが、すでにヨーロッパのビッグクラブから注目され、2022年3月、代理人のジョルジュ・メンデスと契約した。
7月15日、クラブと2025年6月末までのプロ契約を交わした。8月6日、シーズン開幕のクレルモン・フット戦に82分から途中出場し、クラブ史上最年少で公式戦に出場した選手となった。10月25日、UEFAチャンピオンズリーグ・グループステージのマッカビ・ハイファ戦に79分からヴィティーニャとの交代で途中出場。
2023年1月6日、クープ・ドゥ・フランス3回戦のシャトールー戦で、トップチームでは初めての先発出場。90分間フル出場し、3-1での勝利に貢献した。1月15日にはリーグ・アン第19節のスタッド・レンヌ戦に先発出場し、クラブのリーグ・アン最年少スターティングメンバーの記録も更新。72分にカルロス・ソレールとの交代でベンチに下がり、試合も0-1で敗れた。2月1日、リーグ・アン第21節のモンペリエ戦で70分にヴィティーニャに代わって途中出場すると、後半アディショナルタイムにプロ初ゴールを挙げ、クラブ史上最年少得点者（16歳330日）となった。

### 代表
マルティニークにルーツを持ち、フランスの各世代別代表に選出されている。2022年4月、U-17フランス代表としてイスラエルで開催されたUEFA U-17欧州選手権に出場。本大会に出場したメンバーの中では唯一の2006年生まれでチーム最年少であったが、全6試合に出場し、2ゴール1アシストで優勝に貢献した。
2023年9月7日、ティエリ・アンリ率いるU-21フランス代表に飛び級で選出され、デンマークとの親善試合に出場。チーム最年少ながらキャプテンを務めた。11日のU-21欧州選手権予選スロベニア戦にもキャプテンとして出場した。
11月18日、UEFA EURO 2024予選のジブラルタル戦でA代表デビューを果たすと、この試合で初ゴールも記録した。

## 個人成績

### クラブ
| 国内大会個人成績 | 国内大会個人成績 | 国内大会個人成績 | 国内大会個人成績 | 国内大会個人成績 | 国内大会個人成績 | 国内大会個人成績 | 国内大会個人成績 | 国内大会個人成績 | 国内大会個人成績 | 国内大会個人成績 | 国内大会個人成績 |
| 年度             | クラブ           | 背番号           | リーグ           | リーグ戦         | リーグ戦         | リーグ杯         | リーグ杯         | オープン杯       | オープン杯       | 期間通算         | 期間通算         |
| 年度             | クラブ           | 背番号           | リーグ           | 出場             | 得点             | 出場             | 得点             | 出場             | 得点             | 出場             | 得点             |
| フランス         | フランス         | フランス         | フランス         | リーグ戦         | リーグ戦         | F・リーグ杯      | F・リーグ杯      | フランス杯       | フランス杯       | 期間通算         | 期間通算         |
| ---------------- | ---------------- | ---------------- | ---------------- | ---------------- | ---------------- | ---------------- | ---------------- | ---------------- | ---------------- | ---------------- | ---------------- |
| 2022-23          | PSG              | 33               | リーグ・アン     | 26               | 2                | -                | -                | 2                | 0                | 28               | 2                |
| 2023-24          | PSG              | 33               | リーグ・アン     | 26               | 2                | -                | -                | 5                | 0                | 31               | 2                |
| 2024-25          | PSG              | 33               | リーグ・アン     | 29               | 1                | -                | -                | 5                | 1                | 34               | 2                |
| 通算             | フランス         | フランス         | リーグ・アン     | 81               | 5                | -                | -                | 12               | 1                | 93               | 6                |
| 総通算           | 総通算           | 総通算           | 総通算           | 81               | 5                | 0                | 0                | 12               | 1                | 93               | 6                |

### 代表
| フランス代表 | 国際Aマッチ | 国際Aマッチ |
| 年           | 出場        | 得点        |
| ------------ | ----------- | ----------- |
| 2023         | 1           | 1           |
| 2024         | 5           | 0           |
| 2025         | 1           | 0           |
| 通算         | 7           | 1           |

## タイトル

### クラブ
パリ・サンジェルマン
- リーグ・アン（2022-23, 2023-24, 2024-25）
- クープ・ドゥ・フランス（2023-24）

### 代表
U-17フランス代表
- UEFA U-17欧州選手権（2022）[22]

### 個人
- リーグ・アン年間最優秀若手選手賞（2023-24）